# Chevaliers et Camelots
Chevaliers et Camelots (Knights and Merchants: The Shattered Kingdom en version originale) est un jeu vidéo de stratégie en temps réel développé par Joymania Entertainment et publié en 1998 sur PC par TopWare Interactive en Europe et par Interactive Magic aux États-Unis. Le joueur incarne le capitaine de la garde d’un royaume menacé par un prince infâme qui tente de renverser le roi. Pour cela, il doit gérer les ressources de son royaume, de la production de matière première jusqu'à leur transformation, et lever et entretenir des troupes en leur fournissant nourriture et équipement.

## Système de jeu
Chevaliers et Camelots est un jeu de stratégie en temps réel dans la lignée de Warcraft II. Comme dans celui-ci, le joueur doit ainsi gérer ses ressources, développer son village et créer une armée pour combattre ses ennemis. Il se distingue néanmoins de son modèle en mettant l'accent sur le développement économique et la gestion des ressources, comme The Settlers II. Le système économique du jeu fonctionne en effet sur la collecte de matière première puis leur transformation en produits finis, ce qui nécessite généralement plusieurs bâtiments différents. Ainsi, les troncs d’arbres coupés par les bucherons doivent ensuite passer chez un charpentier pour être débités en planches avant de pouvoir être utilisées pour construire d’autres bâtiments. D’une manière similaire, le blé doit d’abord être planté dans des champs, puis être moissonnés par des paysans avant d’être envoyé au moulin pour être transformée en farine, qui est ensuite utilisé par le boulanger pour fabriquer du pain.
Chevaliers et Camelots ne se limite cependant pas uniquement à l’aspect gestion. Pour vaincre ses ennemis, le joueur doit en effet lever une armée. Le jeu propose pour cela neuf catégories de troupes incluant trois unités d’infanterie, deux unités de tirs, deux unités de cavalerie et deux unités spécialisées dans le combat contre les cavaliers. Les unités sont déployées sur le champ de bataille via un système de régiments, qui peuvent adopter différentes formations (en ligne, en colonne…).

## Développement et publication
Chevaliers et Camelots est imaginés par Peter Ohlmann, un ancien programmeur du studio Blue Byte Software ayant notamment travaillé sur The Settlers II. Pas vraiment satisfait de ce dernier, il décide de créer son propre studio de développement afin de créer un nouveau jeu, inspiré de The Settlers mais proposant un système économique plus complet et d’un système de combat plus développé. Pour cela, il s’associe avec un ami graphiste pour fonder le studio Joymania Entertainment. Ensemble, ils travaillent pendant un an et demi pour développer le jeu. Chevaliers et Camelots est publiés par TopWare Interactive en septembre 1998 en Europe, puis par Interactive Magic en Amérique du Nord.

## Accueil
| Chevaliers et Camelots |      |       |
| Média                  | Pays | Notes |
| Computer Gaming World  | US   | 2.5/5 |
| Cyber Stratège         | FR   | 3.5/5 |
| GameSpot               | US   | 55 %  |
| Gen4                   | FR   | 3/5   |
| Jeuxvideo.com          | FR   | 15/20 |
| Joystick               | FR   | 74 %  |
| PC Gamer UK            | GB   | 80 %  |
| PC Zone                | US   | 76 %  |